# Blenina lichenosa
Blenina lichenosa är en fjärilsart som beskrevs av Moore 1877. Blenina lichenosa ingår i släktet Blenina och familjen trågspinnare. Inga underarter finns listade i Catalogue of Life.